# Supercopa Italiana de Voleibol Masculino de 1999
A Supercopa Italiana de Voleibol Masculino de 1999 foi a 4ª edição desta competição organizada pela Lega Pallavolo Serie A, consórcio de clubes filiado à Federação Italiana de Voleibol (FIPAV) que ocorreu em 26 de setembro.
O Piemonte Volley conquistou seu segundo título da competição ao derrotar o Sisley Volley por 3 sets a 1.

## Regulamento
O torneio foi disputado em partida única.

## Equipes participantes
| Equipe          | Qualificação                              |
| --------------- | ----------------------------------------- |
| Sisley Volley   | Campeão do Campeonato Italiano de 1998–99 |
| Piemonte Volley | Campeão da Copa Itália de 1998–99         |

## Resultado
| Data   | Hora  |               | Placar |                 | Set 1 | Set 2 | Set 3 | Set 4 | Set 5 | Total | Relatório |
| ------ | ----- | ------------- | ------ | --------------- | ----- | ----- | ----- | ----- | ----- | ----- | --------- |
| 26 set | 18:00 | Sisley Volley | 1–3    | Piemonte Volley | 21–25 | 19–25 | 25–23 | 19–25 |       | 84–98 | Relatório |

## Premiação
| Supercopa Italiana de 1999           |
| Piemonte                             |
| ------------------------------------ |
| Piemonte Volley Campeão (2.º título) |